# Тинатына
Тинатына — река на северо-западе Камчатского края в России.
Длина реки — 22 км. Протекает по территории Пенжинского района Камчатского края. Впадает в Охотское море.
Название в переводе с корякского Тыӈатын — «цветущее место».

## Данные водного реестра
По данным государственного водного реестра России относится к Анадыро-Колымскому бассейновому округу.
Код объекта в государственном водном реестре — 19100000112120000055178.